# AMD Am486
L'AMD Am486 va ser un microprocessador fabricat per AMD, que era 100% compatible amb el Intel 486, presentat l'any 1993. L'atractiu d'aquests processadors és que eren més econòmics, a tall d'exemple: Pel mateix preu d'un i486DX-33 es podia obtenir un Am486DX-40, obtenint un 20% més de rendiment.
A diferència d'altres xips compatibles amb el 486 que funcionaven a un rendiment inferior a l'equivalent d'Intel (com els models de Cyrix, els 486 d'AMD igualaven el rendiment dels Intel.
Va ser incorporat per grans fabricants d'ordinadors (un fet que amb l'anterior Am386 no es donava) en especial Compaq i Acer l'any 1994.

## Informació general
Igual que en l'anterior processador, el Am486 no era més que un processador equivalent al 486 d'Intel. Els primers funcionaven al mateix voltatge que els Intel, 5 Volts; posteriorment al doblar la velocitat de rellotge, els va oferir a 3,3 Volts; aquest fet va comportar certs problemes fins que van aparèixer els primers adaptadors de voltatge oferts per tercers fabricants.
Les unitats Am486 més ràpides eren força atractives, ja que superaven en rendiment a les primeres entregues de processadors Intel Pentium (les de 60 i 66 MHz sobretot). El preu també era important: Els 486DX4 d'Intel tenien un preu més alt als equivalents d'AMD i requerien modificacions al sòcal; clar que els DX4 d'Intel tenien més memòria cau que els d'AMD (16 kb vs 8 kb) però el factor econòmic era clau: Un AMD Am486DX4-100 era lleugerament més barat que un i486DX2-66.

### Enhanced Am486
Aquesta sèrie ofereix una actualització sobre el Am486. Aquests podien arribar fins a 120 Mhz. Destaquen les següents característiques:
- S'afegeix modes d'estalvi d'energia (SMM).
- Memòria cau L1 amb Write-Back de 8kb (16 kb posteriorment).
- Tecnologia de 3 Volts (amb una reducció d'un 40% de consum energètic).
- Encapsulament PGA de 168 pin (SQFP de 208 pin per equips portàtils).
- Dissenyat per Microsoft Windows 95, encara que és compatible amb Microsoft Windows, MS-DOS, OS/2, Novell NetWare i Unix.

El rendiment d'un Enhanced Am486DX4-120 era d'un 8 a un 13% més ràpid que el d'un Intel Pentium a 75 Mhz.
Una versió del Am486 amb un multiplicador intern a 4 és l'Am5x86.

## Taula de processadors Am486

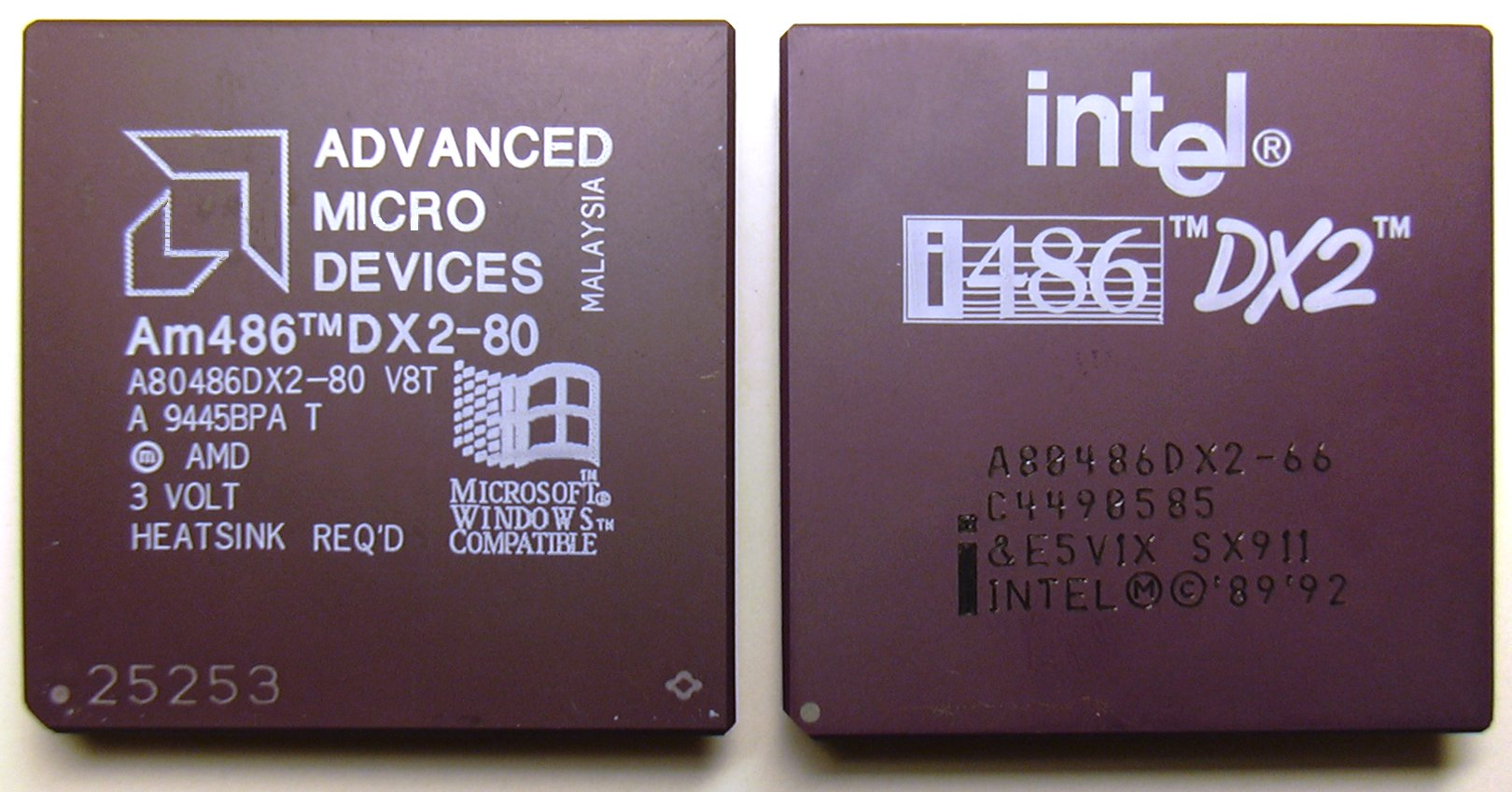
Processador AMD al costat d'un Intel

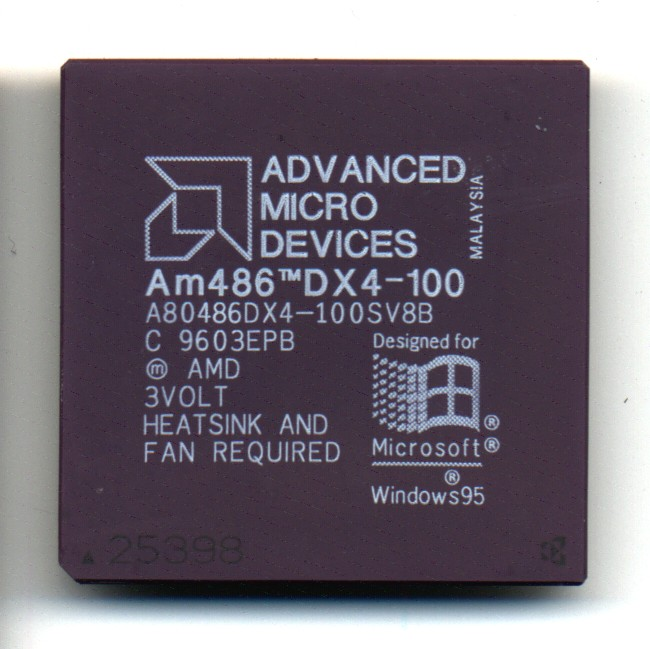
Processador AMD Am486 DX4 100 Mhz

En aquesta taula es llisten diferents models de processadors:
| Model                  | Velocitat de rellotge | VCore      | memòria cau L1        | Data de presentació |
| ---------------------- | --------------------- | ---------- | --------------------- | ------------------- |
| Am486 DX-25            | 25 MHz                | 5 V        | 8 KB WT               |                     |
| Am486 DX-33            | 33 MHz                | 5 V        | 8 WT                  |                     |
| Am486 DX-40            | 40 MHz                | 5 V        | 8 WT                  | Abril de 1993       |
| Am486 SX-33            | 33 MHz                | 5 V        | 8 WT                  |                     |
| Am486 SX-40            | 40 MHz                | 5 V        | 8 WT                  |                     |
| Am486 DX2-50           | 50 MHz                | 5 V        | 8 WT                  | Setembre de 1994    |
| Am486 DX2-66           | 66 MHz                | 5/3.3 V    | 8 WT Setembre de 1994 |                     |
| Am486 DX2-80           | 80 MHz                | 5/3.3 V    | 8 WT Setembre de 1994 |                     |
| Am486 SX2-50           | 50 MHz                | 5 V        | 8 WT                  |                     |
| Am486 SX2-66           | 66 MHz                | 5 V        | 8 WT                  | 1994                |
| Am486 DX4-75           | 75 MHz                | 3.3 V      | 8 WT                  |                     |
| Am486 DX4-100          | 100 MHz               | 3.3 V      | 8 WT                  | Setembre de 1994    |
| Am486 DX4-120          | 120 MHz               | 3.3 V      | 8 WT                  |                     |
| Enhanced Am486 DX2-66  | 66 MHz                | 3.3/3.45 V | 8/16 WB               |                     |
| Enhanced Am486 DX2-80  | 80 MHz                | 3.3/3.45 V | 8 WB                  |                     |
| Enhanced Am486 DX4-75  | 75 MHz                | 3.3/3.45 V | 8 WB                  |                     |
| Enhanced Am486 DX4-100 | 100 MHz               | 3.3/3.45 V | 8/16 WB               |                     |
| Enhanced Am486 DX4-120 | 120 MHz               | 3.3/3.45 V | 8/16 WB               |                     |

Sistema de gestió de la memòria cau: WT = Write-Through, WB = Write-Back